# SB LAG 40
SB LAG 40 (LAG, Lanzagrenadas Automático) là loại súng phóng lựu tự động phát triển bởi công ty tư nhân Empresa Nacional Santa Bárbara cho lực lượng quân đội Tây Ban Nha. Nó được thiết kế để có thể gắn trên bệ chống ba chân hay trên các phương tiện cơ giới thể thực hiện tác chiến. Quân đội Tây Ban Nha đã mua khoảng 60 khẩu để trang bị thử nghiệm vào năm 1992 và sau đó đã được trang bị rộng rãi trong quân đội Tây Ban Nha.

## Thiết kế
LAG 40 sử dụng cơ chế nạp đạn bằng độ giật với hệ thống lùi nòng dài. Thiết kế này được sử dụng để súng có trọng lượng nhẹ nhất có thể nhưng cũng không tạo ra độ giật quá mạnh vì nòng đã hấp thu chúng khi lùi. Việc lùi nòng dài cũng làm súng có tốc độ bắn chậm nhưng bù lại làm súng trở nên dễ điều khiển hơn khi bắn tự động. Súng khá đơn giản để bảo trì với việc có thể tháo ra mà không cần công cụ nào với 7 phần chính.
Hệ thống nhắm cơ bản của súng là điểm ruồi và thước ngắm dạng thang nhưng cũng có thể gắn thêm các hệ thống nhắm khác phù hợp hơn với yêu cầu tác chiến. Cơ chế nạp đạn của súng là dây đạn, có thể nạp từ cả hai bên súng.